# Pelargonium aciculatum
Pelargonium aciculatum gehört zur Gattung Pelargonium innerhalb der  Familie der Storchschnabelgewächse (Geraniaceae).

## Beschreibung

### Vegetative Merkmale
Die Art wächst als Geophyt und wird 10 bis 30 Zentimeter hoch. Die grünen und gestielten Blätter haben eine unregelmäßig tief fiederlappige bis doppelt fiederschnittige Spreite und sind dicht behaart mit angepressten Haaren. 

### Generative Merkmale
Der Blütenstand ist in 2 bis 4 Teilblütenstände verzweigt und diese tragen jeweils 13 bis 32, manchmal auch bis 40, Einzelblüten. Der Blütenbecher ist doppelt so lang wie der Kelch. Die fünf blassgelben oder cremefarbenen Kronblättern bilden mit ihren dicht zusammengezogenen Nägeln eine scheidenartige Struktur. Die oberen beiden zungenförmigen Kronblätter sind zur Seite gebogen und haben weinrote federartige Markierungen. Die unteren drei spateligen Kronblätter sind an der Basis schwach rosa gezeichnet. Von den fünf fertilen Staubblättern sind ein oberes und zwei seitliche sehr kurz ausgebildet und in den scheidenartigen Kronblattbasen verborgen. Zwei zusätzliche, seitliche Staubblätter sind zurückgebogen. Der Pollen ist orange und die Narbe ist dunkelrosa gefärbt.

### Chromosomenzahl
Die Chromosomenzahl beträgt 2n = 22.

## Vorkommen
Pelargonium aciculatum kommt aus der südafrikanischen Provinz Westkap.

## Taxonomie
Die Erstbeschreibung der Art erfolgte 1991 durch Elizabeth M. Marais. Ähnliche Arten sind Pelargonium confertum, Pelargonium connivens und Pelargonium fasciculaceum.
Die Art gehört zur Sektion Hoarea (Sweet) DC. Sie wird in der Roten Liste der gefährdeten Pflanzenarten Südafrikas als „Least Concern“ = „nicht gefährdet“ bewertet.

## Nachweise